# Kyler Presho
Kyler Presho (* 8. August 1999 in Santa Monica) ist ein US-amerikanischer Volleyballspieler.

## Karriere
Presho begann seine Karriere an der San Clemente High School. Mit der U19-Nationalmannschaft der USA nahm er 2016 an der NORCECA-Meisterschaft teil. Von 2018 studierte er an der Stanford University und spielte in der Universitätsmannschaft. Mit der Nationalmannschaft nahm er an der Sommer-Universiade 2019 in Neapel teil. 2021/22 setzte er sein Studium an der University of Hawaiʻi at Mānoa fort. Nach seinem Abschluss wurde er 2022 vom deutschen Bundesligisten Netzhoppers Königs Wusterhausen verpflichtet.